# ألياف الإسقاط
ألياف الإسقاط هي ألياف قادمة وراحلة تصل القشرة المخية بالأجزاء السفلى من الدماغ والحبل الشوكي.